# Billy Cunningham
William John «Billy» Cunningham (Brooklyn, Estat de Nova York, 3 de juny de 1943) és un basquetbolista estatunidenc retirat. Com a jugador, estigué als Philadelphia 76ers de l'NBA durant un total de nou temporades i als Carolina Cougars de l'ABA durant dues temporades. En la seva etapa a l'NBA, Cunningham fou seleccionat quatre vegades per l'All-Star i guanyà un campionat amb els 76ers l'any 1967, compartint vestuari amb figures com Wilt Chamberlain i Hal Greer. Després de retirar-se, Cunningham tornà als 76ers com a entrenador durant vuit temporades; sota la seva gestió, l'equip conquerí un títol de l'NBA, el 1983.
El 1986, Cunningham entrà al Basketball Hall of Fame en condició de jugador i el 1996, fou escollit com un dels 50 millors jugadors de la història de l'NBA.